# Bathyphelliidae
Famille
Les Bathyphelliidae sont une famille d'anémones de mer de la super-famille des Metridioidea, comprenant huit espèces réparties en cinq genres. Bathyphellia est le genre type.

## Liste des genres
Selon GBIF (16 juin 2021) et World Register of Marine Species (16 juin 2021) :
- Acontiactis England, 1990
- Acraspedanthus Carlgren, 1924
- Bathyphellia Carlgren, 1932
- Daontesia Carlgren, 1942
- Phelliogeton Carlgren, 1927

## Systématique
Le nom scientifique de ce taxon est Bathyphelliidae, choisi par le zoologiste suédois Oscar Henrik Carlgren, en 1932, pour le genre type Bathyphellia.
Bathyphelliidae a pour synonyme :
- Bathyphellidae